# 佐々木藤太郎
佐々木 藤太郎（ささき とうたろう、1867年5月25日（慶応3年4月22日）- 1948年（昭和23年）5月16日）は、日本の官僚、実業家。第2代朝鮮慶尚南道長官。

## 概要
長門国厚狭郡のちの厚西村（現山口県山陽小野田市）で、佐々木磯右衛門の二男として生れる。1889年5月、山口県収税属に任用。その後、東京府収税属に転じた。
1894年3月、内閣属に転じ内閣恩給局に勤務。同年7月、明治法律学校（現・明治大学）を卒業。1896年12月、第3回文官高等試験行政科試験に合格し、1897年6月、大蔵省試補に任用され収税局に配属される。その後、松山税務監督局長、仙台税務監督局長などを歴任。
1908年4月、大韓帝国の招聘受けて渡韓、同年7月、統監府書記官に就任。朝鮮総督府設立後に臨時土地調査局書記官、度支部書記官などを歴任。1913年、第2代朝鮮慶尚南道長官（1919年8月より慶尚南道知事）に就任し、8年以上に渡り務めた（1913年2月14日 - 1921年12月26日）。
1921年に退官し、以後、大洋漁業重役、東亜勧業代表、林兼商店取締役などを務める。

## 栄典
- 1922年（大正11年）1月25日 - 正四位[7]

## 親族
- 長男 佐々木直 - 第22代日本銀行総裁。相婿に中村俊男 (実業家)
- 二男・佐々木和 ‐ 日東化工。岳父に岡崎國臣。[8]
- 長女・シツエ ‐ 北支那製鉄役員・波多敏夫の妻。釜山高女出身。[9]
- 孫 佐々木元 - 日本電気（NEC）元会長。岳父に氏家栄一